# Volksbank Peine
Die Volksbank Peine eG war eine Genossenschaftsbank mit Sitz in Peine. Das Geschäftsgebiet der Bank umfasste die Stadt Peine und die Gemeinden Edemissen, Ilsede und Lengede im Landkreis Peine in Niedersachsen.

## Struktur
Die Volksbank Peine wurde im Genossenschaftsregister des Amtsgerichts Hildesheim in der Rechtsform einer eingetragenen Genossenschaft geführt. Rechtsgrundlagen waren das Genossenschaftsgesetz (GenG) und die durch die Mitglieder beschlossene Satzung.
Organe der Volksbank waren der Vorstand, der Aufsichtsrat und die Vertreterversammlung. Die Volksbank wurde nach außen durch den Vorstand vertreten. Er leitete die Bank eigenverantwortlich und führte die Geschäfte. Der Aufsichtsrat bestand aus neun Mitgliedern (Stand: 2015). Zentrales Willensbildungsorgan der Bank war die Vertreterversammlung der Mitglieder. 
Die Bank war der genossenschaftliche FinanzGruppe angeschlossen.

## Geschichte
Die Geschichte der heutigen Volksbank Peine begann im Jahr 1925 als „Genossenschaftsbank Peine“. Ein erster Zusammenschluss erfolgte im Jahr 1969 mit Übernahme der Spar- und Darlehenskassen Essinghausen und Meerdorf. Im Jahr 1971 änderte die Genossenschaftsbank Peine ihren Namen in Volksbank Peine. 1976 fusionierte die Bank mit der Spar- und Darlehnskasse Schwicheldt, 1986 mit der Volksbank Edemissen und 1994 mit der Volksbank Lahstedt. Zum 1. Januar 2016 wurde die Volksbank Peine auf die Volksbank BRAWO verschmolzen.